# ویل (گوتشال و منجز)
ویل، گوتشال و منجز (به انگلیسی: Weil, Gotshal & Manges) یک شرکت حقوقی چندملیتی است که در سال ۱۹۳۱ در نیویورک تأسیس شد و دفتر مرکزی آن در ساختمان جنرال‌موتورز واقع در نیویورک است. این شرکت بیش از ۱٬۲۰۰ وکیل دارد و درآمد آن در سال مالی ۲۰۱۱ بالغ بر ۱٫۱۸۵ میلیارد دلار بوده‌است.

## دفاتر
این شرکت ۲۱ دفتر در کشورهای مختلف جهان دارد:
- پکن
- بوستون، ماساچوست
- بوداپست
- دالاس
- دبی، امارات
- فرانکفورت
- هنگ کنگ
- هیوستون
- لندن
- میامی (فلوریدا)
- مونیخ
- نیویورک
- پاریس
- پراگ
- پرینستون، نیوجرسی
- پراویدنس
- شانگهای
- دره سیلیکون
- ورشو
- واشینگتن، دی سی
- ویلمینگتون، دلاور